# The Cosmopolitan (Argentina)
The Cosmopolitan (El Cosmopolita, en inglés) fue un periódico semanal escrito en inglés para la comunidad inmigrante anglófona de Buenos Aires, Argentina.
El periódico se publicó entres los años 1831 y 1833. La última edición del semanal se publicó el 9 de enero de 1833. Entre sus editores estaban Agustín Francisco Wright, un periodista argentino de ascendencia inglesa, además de George A. Dillary y John K. H. Redue.